# 霍超
霍超（？—？），字叔謙，廣東廣州府南海縣人，民籍，明朝政治人物。

## 生平
嘉靖二十八年（1549年）己酉科廣東鄉試第四十二名舉人。嘉靖三十二年（1553年）中式癸丑科三甲第二百八十三名進士。

## 家族
曾祖霍弘；祖父霍從；父霍綸，母梁氏。